# Empoasca niuensis
Empoasca niuensis är en insektsart som beskrevs av Alan C. Eyles och Rauno E. Linnavuori 1974. Empoasca niuensis ingår i släktet Empoasca och familjen dvärgstritar. Inga underarter finns listade i Catalogue of Life.